# Oligota anomalocera
Oligota anomalocera är en skalbaggsart som beskrevs av Sharp 1908. Oligota anomalocera ingår i släktet Oligota och familjen kortvingar. Inga underarter finns listade i Catalogue of Life.